# Grubbenvorst
Grubbenvorst (en limburguès: Grevors) és una entitat de població del municipi de Horst aan de Maas, a 6 km al nord-est de Venlo, a la Província de Limburg, Països Baixos.
Grubbenvorst fou un municipi independent fins a l'any 2001, quan fou incorporat a Horst aan de Maas.

## Galeria

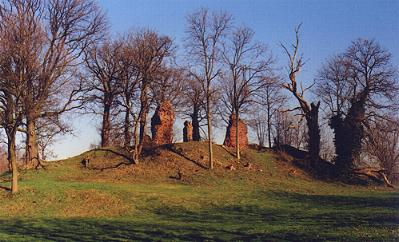
Ruïnes Het Gebroken Slot (El Castell Trencat)
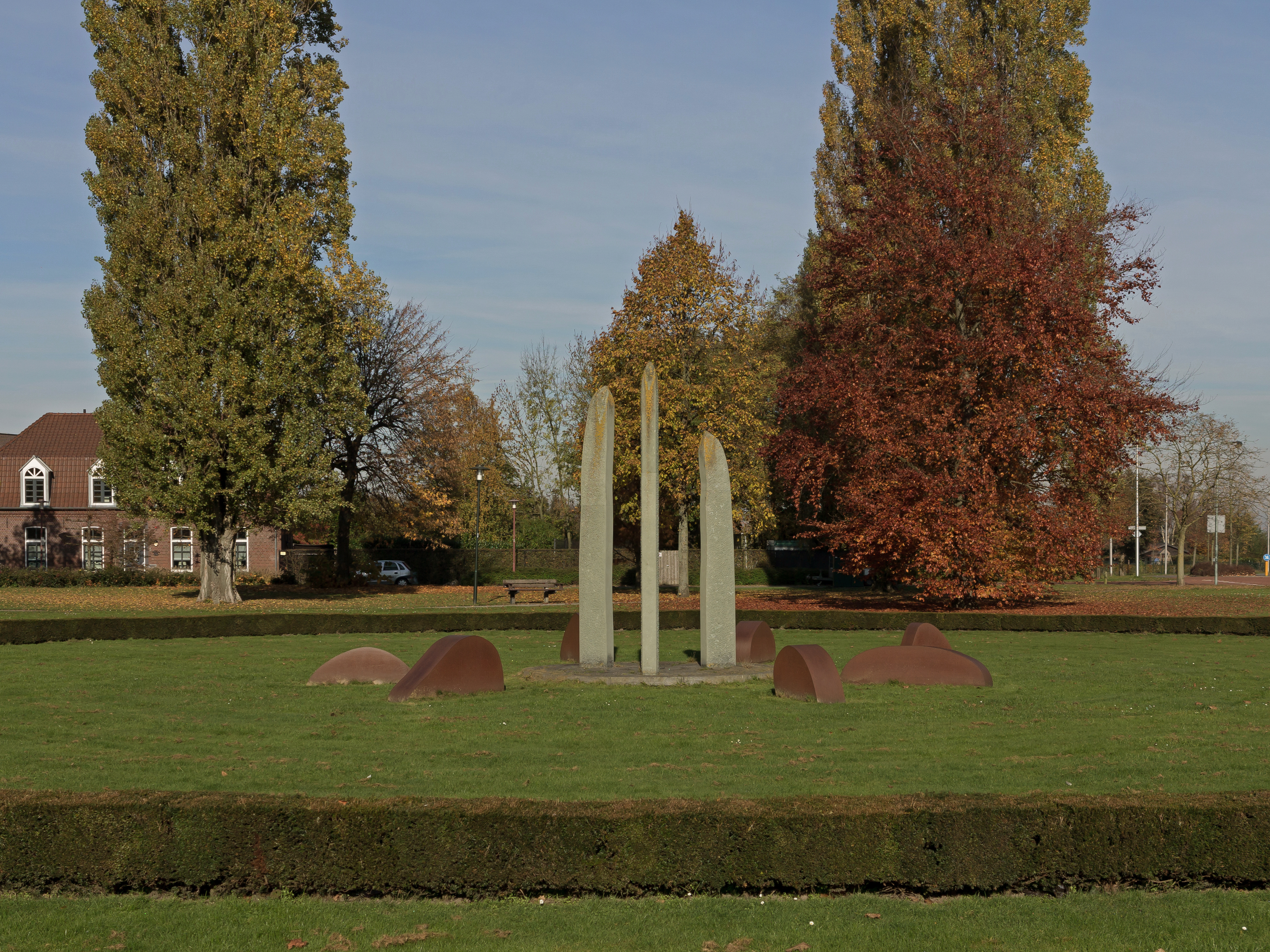
Escultura propera a Kloosterstraat